# Ступінчаста механічна трансмісія
Ступінчаста механічна трансмісія[джерело?] — різновид трансмісії.

## Загальний опис
Механічні трансмісії — (прості й планетарні) у коробках передач містять лише шестерні й фрикційне обладнання. Переваги їх полягають у високому коефіцієнті корисної дії (ККД), компактності й малій масі, надійності в роботі, відносній простоті у виробництві й експлуатації. Недоліком механічної трансмісії є ступінчастість зміни передаточних чисел, що знижує використання потужності двигуна. Великий час на перемикання передач важелем ускладнює керування машиною. Тому спортивні автомобілі, у яких використовується механічна трансмісія, обладнають електронними перемикачами передач (кнопками на кермі та ін.) і коробками передач з надшвидкими синхронізуючими сервомеханізмами.
Застосування механічних трансмісій характерне для радянського танкобудування (прості механічні — Т-55, Т-62; планетарні з гідросервоуправлінням — Т-64, Т-72, Т-80).

## Конструкція. Складові частини
Одним з агрегатів ступінчастої механічної трансмісії є механічний перетворювач — коробка передач, що трансформує крутний момент за допомогою зубчастих коліс, які включаються в різних сполученнях, що дозволяє одержати різні передаточні числа. Так, наприклад, при включенні понижувальної передачі передаточне число коробки виявляється більше одиниці. При цьому в скільки разів зменшується кутова швидкість веденого вала, майже в стільки ж разів збільшується переданий крутний момент.
Вища передача в більшості коробок пряма з передаточним числом рівним одиниці. Іноді вища передача підвищувальна, тобто з передаточним числом менше одиниці, що дозволяє знизити кутову швидкість колінчатого вала на 10…20%, сповільнити зношування деталей і зменшити витрату палива при русі з тою ж швидкістю, що й на прямій передачі.
Рух назад забезпечує передача заднього ходу, що з'єднує проміжний і ведений вали не двома, а трьома зубчастими колесами, що змінює напрямок обертання ведучих коліс (іноді замість третього зубчастого колеса застосовують блок із двома зубчастими колесами).
Крім коробки передач у механічну трансмісію входять також і інші елементи (агрегати, механізми й деталі), що передають і перетворюють крутний момент. Їх кількість та взаємне розташування залежать від колісної формули автомобіля та розташування двигуна й ведучих мостів. Так, у легкових автомобілів найпоширенішого типу — задньопривідних 4×2 з переднім розташуванням двигуна — у трансмісію входять зчеплення, коробка передач, карданна передача і ведучий міст, що складається з головної передачі, диференціала і двох півосей. Таке розташування двигуна й елементів трансмісії вважається класичним. До переваг цієї схеми слід віднести рівномірний розподіл навантаження між переднім і заднім мостами й можливість розміщення сидінь між ними, у зоні менших коливань кузова, а до недоліків — необхідність установки порівняно довгої карданної передачі.
Компактніші, легші й економічніші трансмісії задньопривідного і передньопривідного легкових автомобілів 4×2 відповідно із заднім і переднім розташуванням двигуна. Це пояснюється тим, що зчеплення, коробку передач, головну передачу і диференціал можна розташувати в загальному картері, а момент від диференціала до коліс ведучого мосту або ведучого керованого мосту передавати двома короткими поперечними карданними передачами.
При порівняно рідкому задньому розташуванні двигуна й трансмісії можна забезпечити кращу оглядовість і розмістити сидіння між мостами, а також краще ізолювати салон від шуму двигуна і відпрацьованих газів. Однак при цьому погіршується керованість і стійкість автомобіля.
Переднє розташування двигуна і трансмісії дозволяє поліпшити керованість і стійкість автомобіля, а поперечне розташування двигуна спрощує головну передачу. Разом з тим при русі передньопривідного автомобіля на підйомі дороги зі слизьким покриттям можливе пробуксовування привідних керованих коліс у результаті зменшення навантаження на передній міст.
Оскільки вантажні автомобілі 4×2 мають звичайно задній привід і переднє розташування двигуна, то їхні трансмісії також складаються із зчеплення, коробки передач, карданної передачі і ведучого мосту. Іноді вантажні автомобілі мають рознесену головну передачу, що складається із центральної головної передачі і двох планетарних колісних редукторів.
При збільшенні кількості ведучих мостів трансмісія вантажного автомобіля ускладнюється.
Ступінчасті механічні трансмісії звичайно простіші, легші, економічні й надійніші за безступінчасті трансмісії і мають порівняно високий ККД (0,80…0,95). Одним з їхніх недоліків є розрив потоку потужності при перемиканні передач, що викликає сповільнення руху, знижує інтенсивність розгону й погіршує прохідність автомобіля. Крім того, правильність вибору передачі залежно від умов руху й моменту перемикання передач залежить від кваліфікації водія й тому вибір не завжди оптимальний — близький до найвигідніших режимів роботи двигуна. Значне ж число перемикань передач у міських умовах руху викликає сильне стомлення водія.